# Неферкара I
Неферкара — фараон Древнего Египта из II династии.
Имя Неферкара (Neferkara) упомянуто в Саккарском списке; в Туринском папирусе он назван Аака Неферка (Aaka Neferka). Манефон передаёт его имя по-гречески как Неферхерес (Nepherkheres) и приписывает ему 25 лет правления.